# Javier Arroyuelo
Javier Arroyuelo est un auteur et journaliste franco-argentin qui vit et travaille à Paris depuis 1969. Avant cette date il fut, à Buenos Aires, un des créateurs de "Mandioca la madre de los chicos", la première entreprise culturelle à produire blues et rock en espagnol.
Ses articles de presse analysent et commentent les tendances de société, les événements culturels et les modes. 
Il s'est d'abord consacré  au théâtre, comme auteur - Goddess, et en collaboration avec Rafael López Sánchez L'Histoire du Théâtre, Comédie Policière, Futura-  et ensuite comme metteur en scène de leurs textes L'Interprétation et Succès.
Il a débuté dans Vogue Paris en 1975 avec un article paru dans le numéro spécial de Noël dirigé par Marlene Dietrich, suivi au long des années par des articles sur la scène culturelle internationale, notamment à partir de Paris et de New York, ainsi que sur le théâtre, les arts et toutes les modes. 
Sa rubrique Oh, les beaux mondes apparut régulièrement dans le magazine jusqu'en 1980.
Dans les années 80, il a coécrit et illustré avec Rafael López Sánchez une rubrique mensuelle, Out in Paris, pour Interview Magazine d'Andy Warhol. 
Dans la même période et jusqu'en 2000 il a travaillé pour la marque Paloma Picasso, en particulier pour les lignes d'accessoires, de parfums et de cosmétiques, pour laquelle il a coécrit et coréalise avec López Cambil un film promotionnel Le Parfum d'une Image.
Ses articles sur la mode, le style, la décoration et les arts apparaissaient dans Vanity Fair, Vogue, House & Garden (États-Unis) et Vanity Fair (Italie).
Depuis 1988 il collabore régulièrement à Vogue Italia et L'Uomo Vogue.
En 2002 il a publié Roberto Cavalli - Mémoire de la Mode et une contribution à kARTell.